# Adelaide Borghi-Mamo
Adelaide Borghi-Mamo (Bolonya, 9 d'agost de 1826 - Bolonya, 29 de setembre de 1901) va ser una mezzosoprano italiana, que va tenir una activa carrera internacional entre els anys 40 i 80 del segle xix. Estava casada amb el tenor Michele Mamo, i la seva filla Erminia Borghi-Mamo (1855 - 1941), també va tenir una reeixida carrera com a soprano.
Va estudiar cant a Milà amb Francesca Festa, i es va presentar professionalment el 1843 a Urbino com a Bianca a Il giuramento, de Saverio Mercadante. A l'any següent es va unir a la companyia del Teatre Vittorio Emanuele de Messina. Aviat va començar a ser convidada a aparèixer als principals teatres d'Itàlia.
El 1851 va interpretar el paper de Morna en l'estrena mundial de Malvina di Scozia, de Giovanni Pacini, al Teatre de San Carles. Hi va tornar el 1853 per crear el paper d'Olímpia en l'estrena de Statira, de Mercadante, i el de Odetta a la primera representació de Romilda di Provenza, de Pacini. També va interpretar allà aquest any la Azucena d'Il trovatore. A Nàpols va estrenar també obres de Lauro Rossi i Errico Petrella. El 1853 es va presentar a Viena, i el 1854 al Théâtre-Italien de París, amb Il trovatore, en la seva estrena a França. Durant el 1856 va romandre contractada en aquest teatre, en què va ser particularment admirada en tres òperes de Gioachino Rossini: Matilde di Shabran, El barber de Sevilla, i La Cenerentola. El 1856 va debutar a l'Òpera de París com a Leonora a La favorita. Va romandre vinculada a aquest teatre durant quatre anys, durant els quals va poder estrenar obres de Fromental Halévy, Félicien David i Gaetano Braga.
El 1860 Borghi-Mamo va fer la seva presentació a Londres com a Azucena i Leonora al Her Majesty's Theatre. Els anys successius va cantar a Bolonya, Milà, Venècia i Torí. El 1876 va tornar a París, per cantar Preziosilla a La forza del destino. Al Teatre Real de Madrid es va presentar el 1962, amb Rosina d'El barber de Sevilla, tornant freqüentment en anys successius.
Se li recorda una vibrant i entonada veu, i un temperament apassionat en escena. La seva carrera es va perllongar fins a la dècada de 1880. Va morir a Bolonya, a l'edat de 75 anys, on tenia una academia de cant i tenint entre les seves alumnes la mezzosoprano Elvira Casazza.